# Lori Singer
Lori Jacqueline Singer, född 6 november 1957 i Corpus Christi i Texas, är en amerikansk skådespelare och cellist.

## Biografi
Singer är syster till skådespelaren Marc Singer och kusin med producenten Bryan Singer.
Singer utbildade sig till konsertcellist vid Juilliard. Hon blev intresserad av skådespeleri efter att hennes bror fått vissa framgångar som skådespelare. Efter några mindre roller på TV fick hon sitt genombrott som den rebelliska dottern i Footloose (1984). Hennes andra stora roll är som deprimerad cellist i Short Cuts.

## Filmografi i urval
- Fame (1982-1983)
- Footloose (1984)
- The Falcon and the Snowman (1985)
- The Man with One Red Shoe (1985)
- Trouble in Mind (1985)
- Warlock (1989)
- Short Cuts (1993)
- VR.5 (1995)
- Little Victim (2005)
- Law & Order: Special Victims Unit (2011)